# Vajay Szabolcs
Vajai Vajay Szabolcs (Budapest, 1921. október 9. – Vevey, Svájc, 2010. július 6.) társadalomtörténész, az Árpád-kor tudósa.

## Életrajza
A nemesi származású református székely vajai Vajay család sarja. A 18. század elején Székelyvaján (Marosszék) laktak; eredetileg a "Sepsi" családnevet használták, újabban a "Vajay" nevet használták a család tagjai a 19. század elejétől. Szüleinek egyetlen gyermekeként született. Édesapja, vajai dr. Vajay Károly (1892-1980), Szabolcs-Ung és Bihar vármegye főispánja, a Johannita rend lovagja, édesanyja, sárospataki Czeglédy Irma (1896-1976) volt. Családja partiumi, a Szilágyságból származtak. Apai nagyapja, vajai Vajay Károly (1862-1930), az utolsó magyar polgármester volt Szatmárnémetiben 1918-ig, apai nagyanyja, óvári Szeöke Irén (1866-1946) volt. Vajay Szabolcs édesapja Magyarországra jött át, ahol belügyminisztériumi tanácsos, főispán és országgyűlési képviselő lett. Édesanyja hajdúsági volt, Hajdúszoboszlón éltek, majd emigrációjuk után Svájcban hunytak el. Anyai nagyszülei sárospataki Czeglédy Mihály (1859-1937), magyar királyi gazdasági főtanácsos, hajdú vármegye tiszti főügyésze, és nemes Sarkady Irma (1856-1914) voltak.
Vajay Szabolcs az elemi iskolát magániskolában végezte, majd mint egyetlen református vallású, középiskolába Lágymányoson, a ciszterciták Szent Imre Gimnáziumába járt. Érdeklődési körét tekintve inkább történész volt. Nyelvtudását elsősorban kiváló latin tudása alapozta meg. Franciául, németül, angolul, később spanyolul is egyformán jól beszélt, írt, olvasott. A jogtudományok Sub Auspiciis Gubernatoris és az államtudományok doktora lett. 1943-ban ösztöndíjasként Svájcba került, ahonnan az 1944. évi nyilas uralom miatt már nem tért vissza Magyarországra. A Genfi Egyetem nemzetközi tudományok szakán tanult és nyert diplomát, majd magántitkári megbízást kapott a magyar kiugrási kísérletet Svájcban irányító Barcza György nagykövet mellett. 1946-tól részt vett a világháborút lezáró tárgyalásokon. Azután a Nemzetközi Vöröskeresztnél helyezkedett el, majd 1948-ban kivándorolt Argentínába, ahol egy kulturális alapítványnál dolgozott. Itt az ország kulturális kapcsolatainak újjáteremtésén dolgozott. 1951-ben megkapta az argentin állampolgárságot. Megalapította a Pázmány Péter Szabadegyetemet, egyidejűleg kulturális főszerkesztője volt a Dél-Amerikai Magyarság című emigráns folyóiratnak. 1955-től a Szabad Európa Rádió kulturális munkatársa lett. Rendszeresen írt a Hungária, az Irodalmi Újság, a Látóhatár, és az Új Magyar Út című lapokba.
1959-ben visszajött Európába, Párizsba, ahol az Egyesült Nemzetek Nevelésügyi Tudományos és Kulturális szervének az UNESCO-nak lett a tisztviselője, a társadalomtudományi osztály latin-amerikai részlegét vezette. 1983-ban innen ment nyugdíjba.
1967-ben nősült meg, felesége, Lilian Isabel Obligado, argentin. Két gyermekük született, Krisztina és Zsigmond. 1971-ben látogatott először haza Magyarországra. Minden megjelent munkájából, a külföldön megjelent publikációiból is egy példányt az Országos Széchényi Könyvtár őriz. A több ezer darab kötetet számláló genealógiai és heraldikai témájú magánkönyvtárát a fehérvárcsurgói Károlyi-kastély őrzi. A gyűjtemény a magyar illetve az európai családtörténet és címertan alapdokumentumait tartalmazza, s szabadon kutatható.
1964-1976 között a Nemzetközi Heraldikai Akadémia alelnöke, 1982-1986 a Genealógiai és Heraldikai Társaságok Nemzetközi Szövetségének elnöke, majd haláláig díszelnöke. 1978-ban, amikor az USA visszaadta Magyarországnak a Magyar Szent Koronát és a Koronázási Ékszereket (insigniákat), Vajay Szabolcs, a koronavizsgáló bizottság első számú szakértője lett, a magyar kormány felkérésére. A Szuverén Máltai Lovagrend érdemrendjének parancsnoki nagykeresztese, az X.Alfonz kasztíliai király spanyol királyi polgári érdemrend ékítményes keresztjének tulajdonosa. 1948-tól a Johannita rend lovagja, magyar tagozatának összekötője a Magyar Máltai Lovagok Szövetségénél, mindkét rend magyar tagozatának heraldikai tanácsadója. A Johannita Lovagrend tiszteletbeli Kommendátora haláláig. Az argentin és a spanyol Történettudományi Akadémia tagja. 1986 óta a Nemzetközi Társadalomtudományi Tanács állandó megbízottja, az ENSZ genfi központja mellett, 1995 óta a Management of Social Transformation világprogram Végrehajtó Tanácsának tagja. Díszdoktora a budapesti Károli Gáspár Református Egyetemnek, ahol magyarul adott elő tanítványainak. A Pázmány Péter Katolikus Egyetemnek is tanára volt.
1991. október 23-án a Magyar Köztársaság Érdemkeresztjével, 1995 őszén pedig a Széchenyi Társaság díjával tüntették ki.
2010. július 6-án otthonában a svájci Vevey-ben hunyt el. Számtalan barátja, tanítványa, könyve és publikációi őrzik emlékét.
A több mint 5000 darabot számláló könyvgyűjteményét és a kutatási anyagait a Fehérvárcsurgói Károlyi Kastély Könyvtára őrzi. Kutatók számára előzetes bejelentkezés után használható!

## Származása
| vajai Vajay Szabolcs (Budapest, 1921. október 9.– Vevey, Svájc, 2010. július 6.) társadalomtörténész, az Árpád-kor tudósa. | Apja: vajai dr. Vajay Károly (Szatmárnémeti, 1892. október 10.– Corsier, Genf, 1980. január 5.) Szabolcs-Ung és Bihar vármegye főispánja, a Johannita rend lovagja | Apai nagyapja: vajai Vajay Károly (Szatmárnémeti, 1862. július 4.– Szatmárnémeti, 1930. február 22.) Szatmárnémeti utolsó magyar polgármestere                            | Apai nagyapai dédapja: vajai Vajay Károly (Szatmár, 1825. május 24.– Szatmárnémeti, 1906. április 10.) királyi törvényszéki bíró, 1848-49-es szabadságharcos nemzetőr főhadnagy, Szatmárnémeti országgyűlési képviselője, utolsó választott főbírája (Szülei: vajai Vajay Imre és Gál Mária) |
| vajai Vajay Szabolcs (Budapest, 1921. október 9.– Vevey, Svájc, 2010. július 6.) társadalomtörténész, az Árpád-kor tudósa. | Apja: vajai dr. Vajay Károly (Szatmárnémeti, 1892. október 10.– Corsier, Genf, 1980. január 5.) Szabolcs-Ung és Bihar vármegye főispánja, a Johannita rend lovagja | Apai nagyapja: vajai Vajay Károly (Szatmárnémeti, 1862. július 4.– Szatmárnémeti, 1930. február 22.) Szatmárnémeti utolsó magyar polgármestere                            | Apai nagyapai dédanyja: Koós Emília (Szalánta, 1835. június 12.– Pest, 1863. augusztus 26.) |
| vajai Vajay Szabolcs (Budapest, 1921. október 9.– Vevey, Svájc, 2010. július 6.) társadalomtörténész, az Árpád-kor tudósa. | Apja: vajai dr. Vajay Károly (Szatmárnémeti, 1892. október 10.– Corsier, Genf, 1980. január 5.) Szabolcs-Ung és Bihar vármegye főispánja, a Johannita rend lovagja | Apai nagyanyja: óvári Szeöke Irén (Szatmárnémeti, 1866. március 29.– Szatmárnémeti, 1948. január 1.)                                                                      | Apai nagyanyai dédapja: óvári Szeöke Kálmán (1835.– Szatmárnémeti, 1917. április 7.) földbirtokos, Szatmár vármegye főszolgabirája, királyi törvényszéki bíró (Szülei: óvári Szeöke Károly, Szatmár vármegyei főszolgabíró, ülnök és bozóki Bozóky Zsuzsanna)                                |
| vajai Vajay Szabolcs (Budapest, 1921. október 9.– Vevey, Svájc, 2010. július 6.) társadalomtörténész, az Árpád-kor tudósa. | Apja: vajai dr. Vajay Károly (Szatmárnémeti, 1892. október 10.– Corsier, Genf, 1980. január 5.) Szabolcs-Ung és Bihar vármegye főispánja, a Johannita rend lovagja | Apai nagyanyja: óvári Szeöke Irén (Szatmárnémeti, 1866. március 29.– Szatmárnémeti, 1948. január 1.)                                                                      | Apai nagyanyai dédanyja: hiripi és ivácskói Szuhányi Jusztina (1841. június 15.– Nagyvárad, 1909. június 12.) (Szülei: hiripi és ivácskói Szuhányi Ignác és Erber Jozefa) |
| vajai Vajay Szabolcs (Budapest, 1921. október 9.– Vevey, Svájc, 2010. július 6.) társadalomtörténész, az Árpád-kor tudósa. | Anyja: sárospataki Czeglédy Irma (Hajdúszoboszló, 1896. november 24.– La Tour-de-Peilz, Svájc, 1976. augusztus 26.)                                                | Anyai nagyapja: sárpospataki dr. Czeglédy Mihály (Pest, 1859. május 8.– Debrecen, 1937. október 20.) magyar királyi gazdasági főtanácsos, Hajdú vármegye tiszti főügyésze | Anyai nagyapai dédapja: sárpospataki Czeglédy Mihály (Hajdúszovát,1823. október 3.–1895. szeptember 13.) |
| vajai Vajay Szabolcs (Budapest, 1921. október 9.– Vevey, Svájc, 2010. július 6.) társadalomtörténész, az Árpád-kor tudósa. | Anyja: sárospataki Czeglédy Irma (Hajdúszoboszló, 1896. november 24.– La Tour-de-Peilz, Svájc, 1976. augusztus 26.)                                                | Anyai nagyapja: sárpospataki dr. Czeglédy Mihály (Pest, 1859. május 8.– Debrecen, 1937. október 20.) magyar királyi gazdasági főtanácsos, Hajdú vármegye tiszti főügyésze | Anyai nagyapai dédanyja: Szabó Klára (Hajdúszoboszló, 1825. május 19.– Hajdúszoboszló, 1893. március 16.) |
| vajai Vajay Szabolcs (Budapest, 1921. október 9.– Vevey, Svájc, 2010. július 6.) társadalomtörténész, az Árpád-kor tudósa. | Anyja: sárospataki Czeglédy Irma (Hajdúszoboszló, 1896. november 24.– La Tour-de-Peilz, Svájc, 1976. augusztus 26.)                                                | Anyai nagyanyja: nemes Sarkady Irma (Hajdúszovát, 1856. március 20.– Debrecen, 1914. február 22.)                                                                         | Anyai nagyanyai dédapja: nemes Sarkady Mihály |
| vajai Vajay Szabolcs (Budapest, 1921. október 9.– Vevey, Svájc, 2010. július 6.) társadalomtörténész, az Árpád-kor tudósa. | Anyja: sárospataki Czeglédy Irma (Hajdúszoboszló, 1896. november 24.– La Tour-de-Peilz, Svájc, 1976. augusztus 26.)                                                | Anyai nagyanyja: nemes Sarkady Irma (Hajdúszovát, 1856. március 20.– Debrecen, 1914. február 22.)                                                                         | Anyai nagyanyai dédanyja: Gyulay Zsófia (Hajdúszovát, 1833– Debrecen, 1901. március 9.) |

## Művei
- Egy füst alatt; Amerikai Magyar Kiadó, Köln, 1954
- A szentelt berek. Tallózás a világirodalomban; Amerikai Magyar Kiadó, München  1955
- Eleven kő; Amerikai Magyar Kiadó, München 1958 (Magyar szépírók Vörösmarty Kör)
- Lánc. Regény; Magyar Ház, Brüsszel, 1959 (Magyar géniusz sorozat)
- Der Eintritt des ungarischen Stämmebundes in die europäische Geschichte (862-933)
- Vajay, Szabolcs (de): Les rapports gènéalogiques hungaro-portugais au moyen âge, Braga, 1960
- A Szent korona kamelaukion jellege (in: Nyugati Magyar tanulmányírók antológiája, 1987, 310. oldal)
- Ordinis Sancti Iohannis in Hungaria thesaurus ac corpus. Obedientia Brandenburgensis : repertorium historicum familiarum quibus milites procedent / A Johannita rend lovagjai, 1854–1987; Vajay Szabolcs, s.l., 1987
- Én, Anonymus. Önéletrajz; Argumentum, Bp., 1998
- A Máltai Rend magyar lovagjai, 1530–2000 / Militenses ex Hungarica stirpe. Militum, capellanorum, dominarumque ex origine Hungarica Ordinis Hospitalis Sancti Johannis Hierosolymitani Militaris de Melita dictae ab anno 1530 ad annum 2000 Incarnationis Domini. Thesaurus ac corpus, 1-2.; Mikes, Bp., 2002
- "Győztünk Mohácsnál". Regény; Háttér, Bp., 2003
- Egy ember ment a hídon, veres zekében. Regény; Háttér, Bp., 2004
- Lánc. Regény; Háttér, Bp., 2005
- Álmok álmodói, világraszóló magyarok